# Basilique San Pietro in Ciel d'Oro
Pour les articles homonymes, voir Basilique Saint-Pierre (homonymie).
La basilique San Pietro in Ciel d'Oro (Saint-Pierre-au-Ciel-d'Or) est une église de Pavie, en Italie du nord. Elle date des XIe et XIIe siècles.

## Histoire

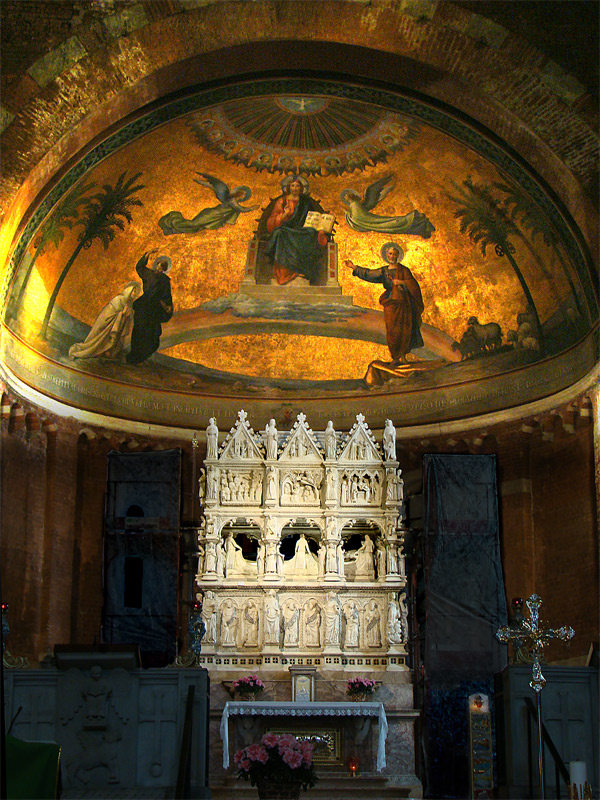
Tombeau de Saint Augustin devant l'abside et son « ciel d'or ».

Il est fait mention d'une église dédiée à saint Pierre à Pavie dès 604, bâtie sur une ancienne église du VIe siècle. Entre 720 et 725, elle est rénovée par le roi lombard Liutprand. Un monastère a été construit près de l'église, où Paul Diacre, historien et poète des Lombards, a étudié et été formé comme moine. Au IXe siècle, un important scriptorium fut également construit dans le monastère et une école, dirigée par le moine irlandais Dungal, où, comme l'ordonnait le capitulaire d'Olone, émis par l'empereur Lothaire au palais royal de Corteolona en 825, les élèves devaient aller étudier en provenance de Milan, Brescia, Bergame, Lodi, Novara, Vercelli, Tortona, Asti, Acqui, Gênes et Côme. Dès le Xe siècle, le monastère jouissait de nombreux privilèges, dont celui de n'être soumis qu'à l'autorité du pape.
À partir du XIe siècle, les moines de San Pietro in Ciel d’Oro, qui possédaient depuis 974 au moins des vignes et des pressoirs près de San Damiano al Colle, étendirent la culture de la vigne dans l’Oltrepò Pavese, produisant des vins qui, grâce au Pô et au Tessin, étaient ensuite transportés à Pavie, où la part non absorbée par la consommation des moines était destinée au commerce.
En 987, Mayeul de Cluny séjourna au monastère et réforma ses coutumes monastiques, tandis que, peu d'années plus tard, en 1004, l'empereur Henri II trouva refuge dans l'enceinte fortifiée du monastère (la zone de la basilique fut insérée à l'intérieur du murailles de Pavie seulement à la fin du XIIe siècle). En 1022 se tient dans la basilique un important concile (au cours duquel sont prises des décisions sur le célibat des religieux) présidé par le pape Benoît VIII. L'église romane actuelle est consacrée par le pape Innocent II en 1132.
L'empereur Frédéric Barberousse, avec le diplôme du 11 février 1159, confirma au monastère la possession de biens et de droits sur les possessions autour de Pavie, divers ports sur le Tessin, sur Lardirago (où il possédait également un château), Villanterio, Pavone, Casei Gerola et Voghera dans le district de Pavia, Fombio, Brembio, Secugnago, Bertonico, San Martino in Strada et Salerano sur le territoire de Lodi, sur des terrains et des églises à Val Trebbia, Montferrat, Florence, Val Camonica, Val d'Ossola, Bellinzone et dans divers lieux dans les diocèses de Milan, Parme, Novare, Côme, Vercelli, Turin, Asti, Alba et Ivrea.
La basilique accueille depuis le VIIIe siècle les reliques de saint Augustin. Selon Bède, son corps est d'abord emmené à Cagliari en Sardaigne par des évêques catholiques que le roi vandale arien Hunéric avait, à la fin du Ve siècle, expulsés d'Afrique du Nord. Bède relate que la translation des reliques s'effectua à Pavie par Pierre, évêque de la ville et oncle du roi Liutprand, et qu'elles furent déposées dans l'église Saint-Pierre vers 720.
En 1327, le pape Jean XXII nomme les Augustins gardiens du tombeau de saint Augustin, lequel est reconstruit en 1362 et gravé de bas-reliefs représentant des scènes de la vie d'Augustin sculptées par Giovanni di Balduccio.

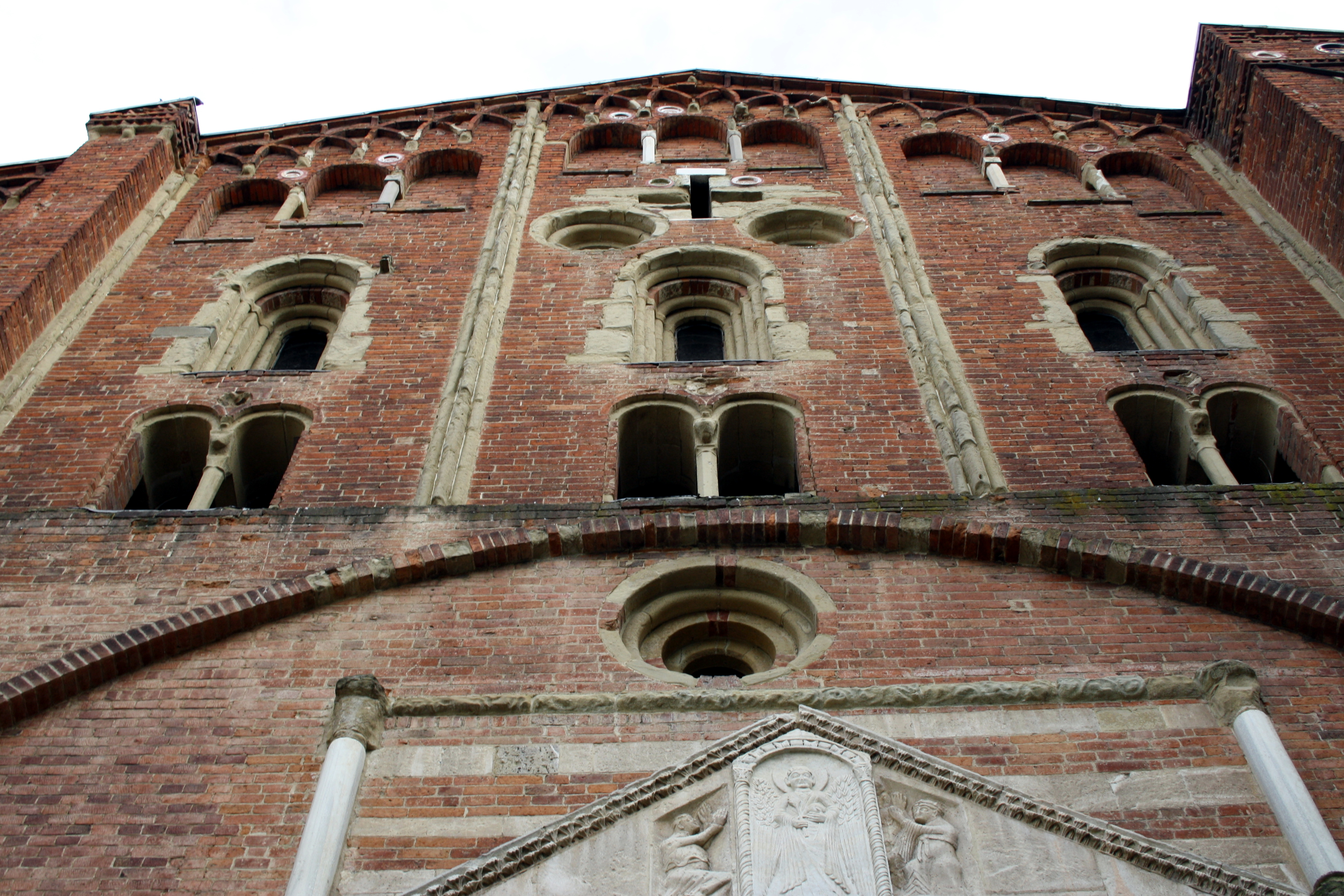
La façade.

En 1365, Galéas II Visconti déplaça sa résidence de Milan à Pavie, dans le château voisin de Visconteo, où il installa sa cour, les Visconti, souhaitant faire référence au passé royal de Pavie, décidèrent de transformer la basilique, qui se vantait d'avoir des références sépulcrales du calibre du roi lombard Liutprand, père de l'église Sant'Agostino et du philosophe Boethius, dans l'église funéraire de la dynastie. En 1361 Galéas II accorda en effet des offres à l'église et dès l'année suivante finança la préparation de l'arche de marbre de Saint Augustin. Depuis lors, le privilège de l'inhumation à l'intérieur de la basilique royale lombarde est devenu un symbole de statut de la cour de Galéas II: ici les conseillers de Galeazzo Giovanni Pepoli et Roberto de Fronzola, Lionel d'Anvers et époux de Violante, y ont été enterrés. les funérailles du chef Visconti Luchino Dal Verme, mort en 1367 à Constantinople, ont également été célébrées. Galéas II lui-même, par son testament, a été enterré à S. Pietro in Ciel d'Oro. La basilique est restée la principale église sépulcrale de la cour des Visconti à Pavie jusqu'à la fondation de la chartreuse de Pavie: entre 1384 et le début du XVe siècle, Francesco d'Este, la fille aînée de Jaen Galéas Visconti et de Catherine Visconti, Violante Visconti et la condottiere ducale Facino Cane.
Les Augustins sont expulsés en 1700 et trouvent refuge à Milan, transportant avec eux les reliques d'Augustin et sa tombe désassemblée. La basilique tombe dans un état de délabrement avancé. Pendant l'occupation napoléonienne, elle sert d'entrepôt militaire et le clocher et les cloîtres du monastère ont été démolis. Elle n'est reconstruite qu'après les années 1870, sous la pression d'Agostino Gaetano Riboldi, futur cardinal, et reconsacrée en 1896 après réinstallation des reliques et du tombeau.

## Description

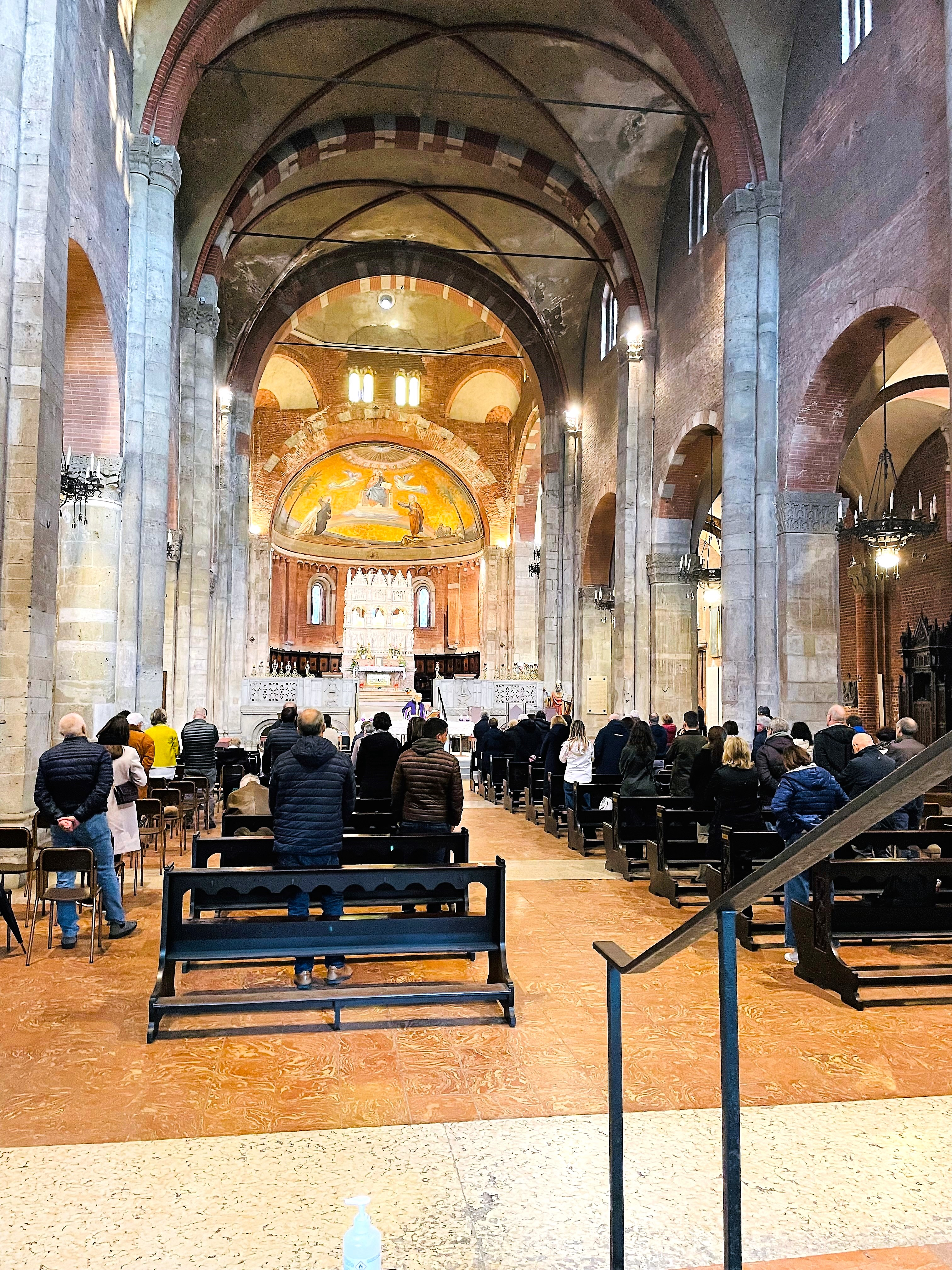
L'intérieur.

La façade de la basilique, de style romano-lombard très simple, est faite de briques, avec des pierres d'angle et des encadrements de fenêtres en grès. Le niveau du sol de l'église est nettement plus bas que celui de la rue. Le portail, en grès et marbre, porte, dans le tympan, la figure de Saint Michel au centre, flanquée sur les côtés par les images de deux priants. Ces sculptures proviennent probablement de la basilique précédente, puisqu'elles sont datées de 1050-1090. L'intérieur est marqué par cinq travées, rectangulaires dans la nef centrale et carrées dans les bas-côtés. Par rapport à la basilique San Michele Maggiore, on perçoit immédiatement les proportions différentes de la nef centrale, plus large, plus longue et moins élancée, la succession plus rigoureuse des piliers, tous à peu près dans la même section plutôt qu'en alternance comme dans l'autre église, et l'absence des matronei.
La crypte occupe l'espace du presbytère et du chœur et est reliée à la nef principale et aux deux bas-côtés par quatre escaliers ; fermée à l'est par une abside, elle est divisée en cinq nefs par vingt-quatre colonnes qui supportent des voûtes croisées, lesquelles supportent à leur tour le plancher des deux salles supérieures.

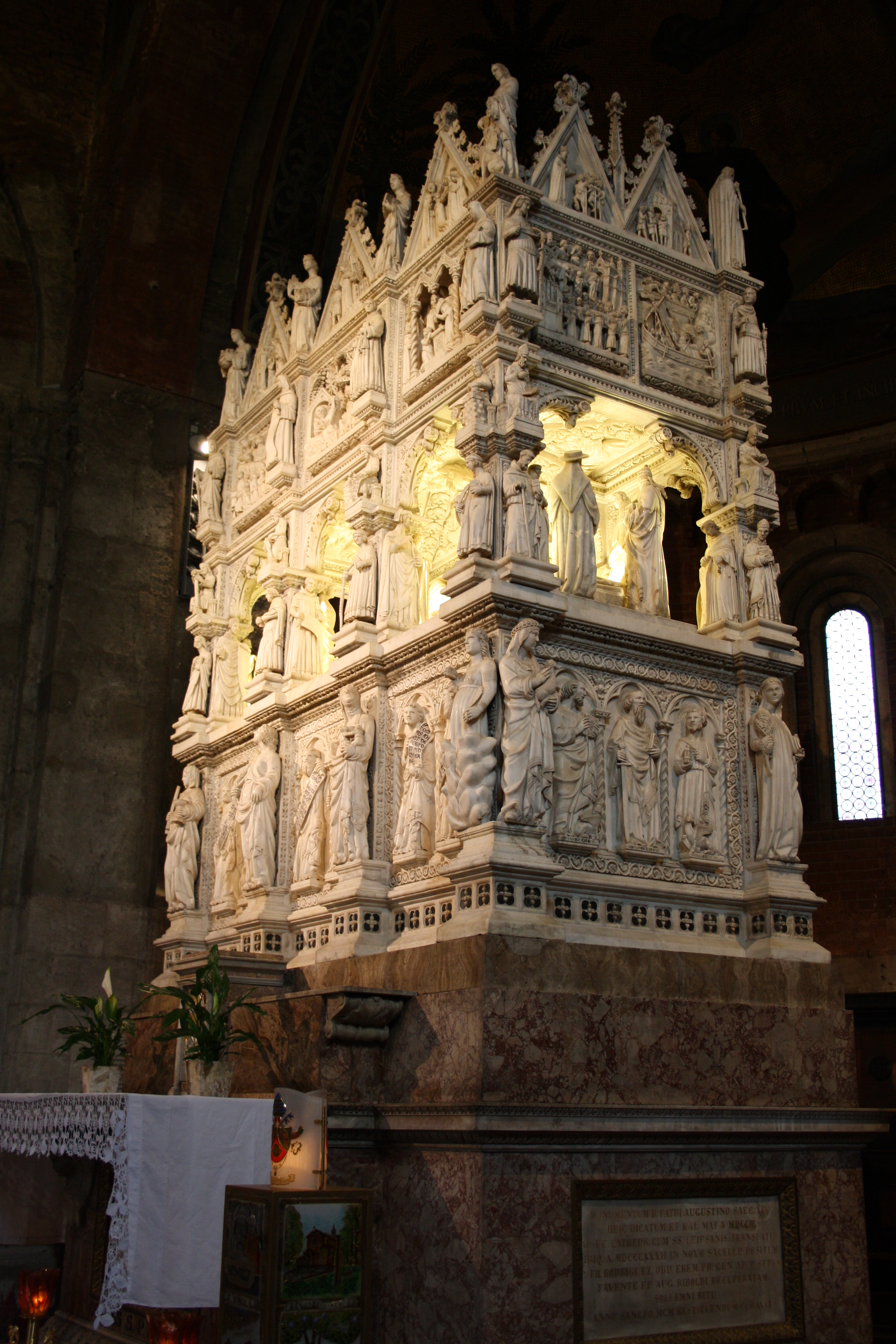
Giovanni di Balduccio, l'Arche de Saint Augustin, vers 1362.

De l'aile gauche, vous entrez dans la nouvelle sacristie, une grande salle rectangulaire aérée dans un style Renaissance authentique, avec des voûtes d'ogives magnifiquement décorées de fresques.
Dans le presbytère, devant le chœur, se trouve l'Arche de Saint Augustin, un chef-d'œuvre en marbre du XIVe siècle, sculpté par Giovanni di Balduccio. C'est une œuvre gothique divisée en trois bandes: en bas, un socle contenant l'urne avec les restes du saint ; au centre, un bandeau ouvert, avec la statue de saint Augustin endormi et, au sommet, le dernier bandeau, reposant sur de petits piliers et couronné de cuspides triangulaires. L'ensemble de l'ouvrage est décoré de plus de 150 statues, qui représentent des anges, des saints et des évêques, et de tuiles avec la vie du saint. L'Arche a été commandée en 1362 sous le prieuré de Bonifacio Bottigella de Pavie, célèbre professeur de l'université de la ville et estimé par la princesse Blanche de Savoie. L'arche abrite la Boîte Reliquaire de Saint Augustin, une œuvre d'orfèvrerie de l'époque lombarde. La boîte, en argent, a été donnée au monastère par le roi Liutprand vers 725, certains détails décorés de l'œuvre, comme les croix en argent doré, marquent un passage de l'art lombard vers des modèles de dérivation byzantine et paléochrétienne.

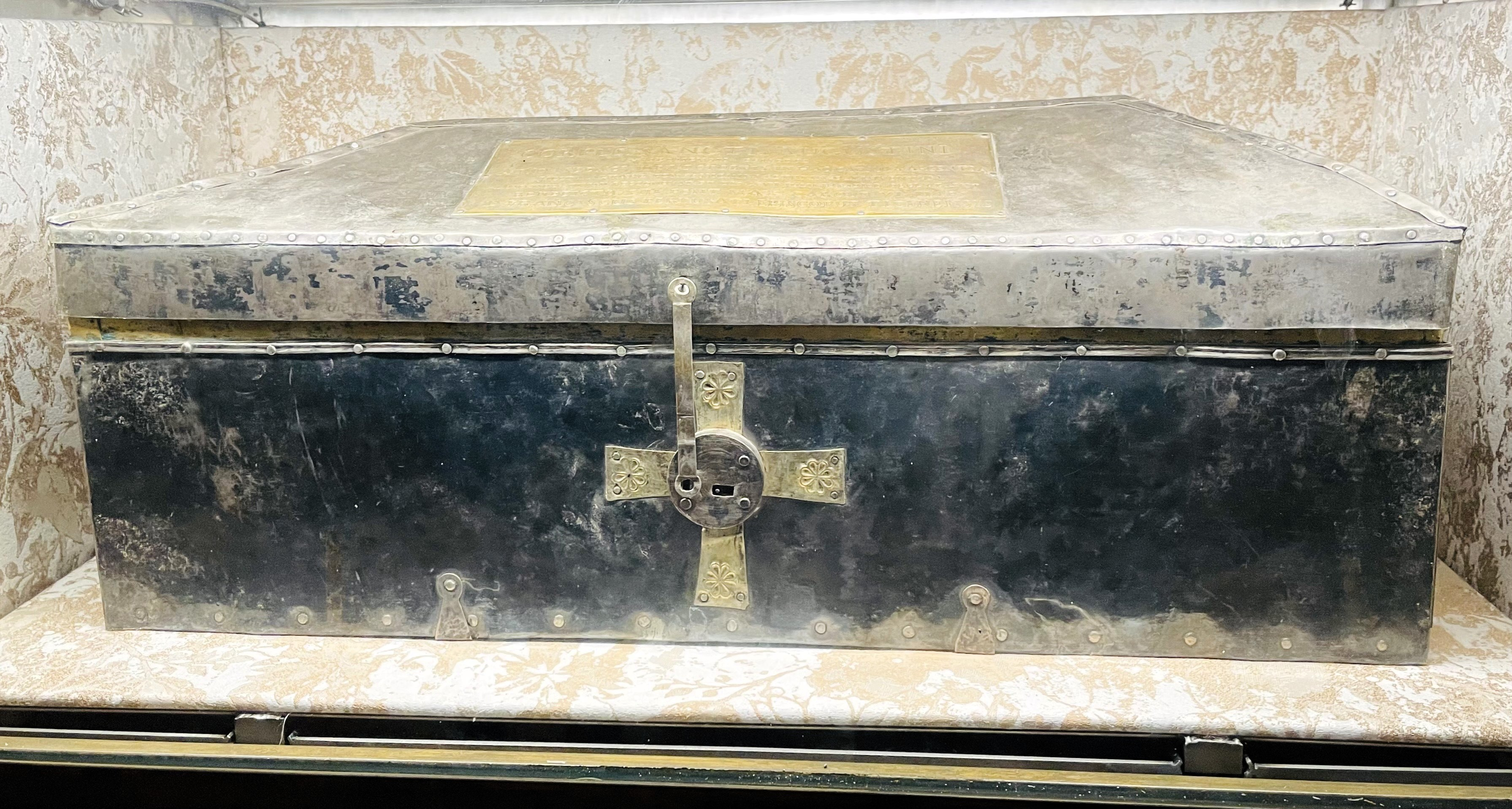
Boîte Reliquaire de Saint Augustin, 725 circa.

Le nom de l'église fait référence à sa mosaïque de feuilles d'or recouvertes de tesselles de verre qui décore le plafond de l'abside.

## Tombeaux

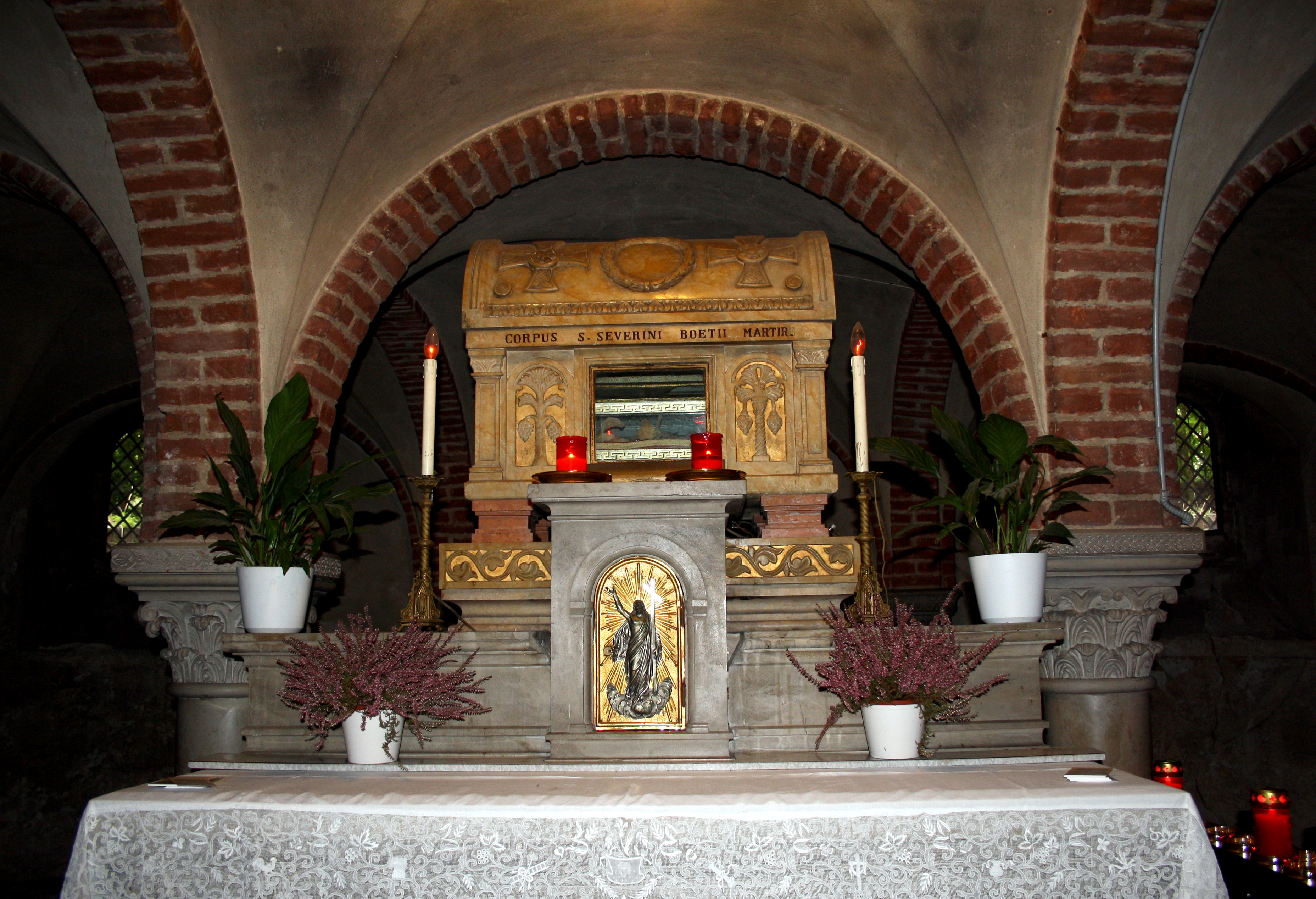
le tombeau de Boèce

San Pietro in Ciel d'Oro accueille le tombeau de saint Augustin, ainsi que les reliques de Liutprand, roi des Lombards.
La crypte de la basilique contient également le tombeau de Boèce.

## Littérature
Dante mentionne la tombe de Boèce dans la Divine Comédie, au chant X du Paradis :
« Lo corpo ond’ella fu cacciata giace/ giuso in Cieldauro; ed essa da martiro/ e da essilio venne a questa pace »
« Le corps mortel d'où elle fut chassée/ gît en Cieldor ; et elle, du martyre/ et de l'exil s'en vint à cette paix. »
Un chapitre du Décaméron de Boccace (dixième jour, neuvième nouvelle) se passe dans la basilique, où le somptueux lit de Thorello, dans lequel il est profondément endormi, est transporté et découvert à matines par le sacristain le lendemain.